# Die Ballade von Carl-Henning
Die Ballade von Carl-Henning (Originaltitel: Balladen om Carl-Henning) ist ein dänischer Spielfilm aus dem Jahr 1969 von Lene Grønlykke und ihrem Ehemann Sven Grønlykke, der eine Tragikomödie zum Inhalt hat. Auch das Drehbuch hatten die beiden Regisseure verfasst. In den Hauptrollen sind Jesper Klein und Paul Hüttel zu sehen. Zum ersten Mal ins Kino kam der Film am 7. April 1969 in Dänemark. In der Bundesrepublik Deutschland hatte er seine Premiere im Juni 1969 im Rahmen der 19. Internationalen Filmfestspiele Berlin.

## Handlung
Ein treuherziger Tollpatsch ist dieser Carl-Henning aus einem kleinen südjütländischen Dorf. In der Molkerei, die ihn als Lehrling beschäftigt, und daheim auf dem väterlichen Bauernhof gibt es für ihn mehr böse als gute Worte, weil Carl-Henning zwar alles mit viel Begeisterung, aber auch mit zwei linken Händen anfasst. In echte Schwierigkeiten gerät der Junge jedoch erst, nachdem sein Freund Poul das Dorf verlassen hat, um in der Stadt sein Glück auf der Rennpiste beim Motorsport zu suchen. Als Carl-Henning bei einem Tanzvergnügen das Geld ausgeht, will er sich welches aus der Käsekasse der Molkerei „leihen“. Sein Lehrmeister überrascht ihn jedoch dabei, und wie er Carl-Henning schlägt, stürzt er so unglücklich, dass Carl-Henning glaubt, er hätte ihn getötet. Daraufhin flieht er zu Poul in die Stadt, doch bevor er alles wieder ins Lot bringen kann – der Meister ist nur leicht lädiert –, geht Carl-Henning nichtsahnend mit auf eine Schmuggel-Tour, fällt dabei ins Wasser und ertrinkt.

## Auszeichnung
1969 wurde „Die Ballade von Carl-Henning“ in der Kategorie „bester dänischer Film des Jahres“ mit dem dänischen Filmpreis Bodil ausgezeichnet.

## Kritik
Der Evangelische Film-Beobachter fasst seine Meinung so zusammen: „Der Film, schlicht erzählt und außerdem ein bißchen lärmig, gewinnt durch seine Milieu-Zeichnung und durch die überzeugende Darstellung Jesper Kleins in der Titelrolle.“

## Weblink
- Die Ballade von Carl-Henning bei IMDb